# Supraspinatus-Tendinopathie
Die Supraspinatus-Tendinopathie ist eine häufige Erkrankung der Ansatzsehne (Tendinopathie) des Musculus supraspinatus bei Hunden. Dabei kommt es zu Sehnenfaserrissen und zu einer deutlichen Verdickung der Sehne, zum Teil auch zu Sehnenverkalkungen. Sie tritt vor allem bei sportlich genutzten Tieren großer Rassen auf und führt zu einer Lahmheit der betroffenen Vordergliedmaßen.
Auch beim Menschen kommt es im Rahmen eines Rotatorenmanschettensyndroms oft zu einer Tendinopathie der Supraspinatussehne, die oft mit einer Tendinitis verbunden ist. Auch bei der Rotatorenmanschettenruptur ist vorwiegend die Supraspinatus-Sehne beteiligt.

## Ursache und Krankheitsentstehung
Die Ursache ist nicht geklärt. Vermutet werden Überbeanspruchung, wiederholte Traumen und Alterserscheinungen. Sie führen zu einem Sauerstoffmangel in der Sehne und damit zu einem gestörten Remodeling. Entzündungen wie bei der Supraspinatus-Sehnenerkrankung des Menschen (→ Rotatorenmanschettenruptur) scheinen nur eine untergeordnete Rolle zu spielen. Im Verlauf der Erkrankung kommt es zu einer deutlichen Verdickung der Sehne. Da die Sehne dicht neben der Ursprungssehne des Musculus biceps brachii verläuft, kann es zu einer Einklemmung (Impingement) der Bizepssehne kommen.

## Diagnostik
Das Signalement ist bereits ein Indiz. Zumeist haben die Tiere bereits einen nichtsteroidalen Entzündungshemmer bekommen, der aber, da es sich nicht um einen entzündlichen Prozess handelt, keine Besserung brachte. Die klinisch-orthopädische Untersuchung zeigt eine Lahmheit und eine Muskelatrophie. Bei maximaler Beugung des Schultergelenks kann durch Druck auf den Ansatzbereich am Tuberculum majus des Oberarmknochens Schmerz ausgelöst werden. Hier besteht aber die Verwechslungsmöglichkeit mit der Bizepssehnentendinopathie.
Die Röntgenuntersuchung kann nur bei Verkalkungen hinweisend sein, sie dient eher dem Ausschluss von Knochenbrüchen oder einer Osteochondrosis dissecans. Die Sonografie ist ein preisgünstiges und schnelles Verfahren, erfordert aber viel Erfahrung des Untersuchers. Eine Magnetresonanztomographie ist der Goldstandard, bedeutet aber einen hohen finanziellen und apparativen Aufwand und eine Narkose.

## Behandlung

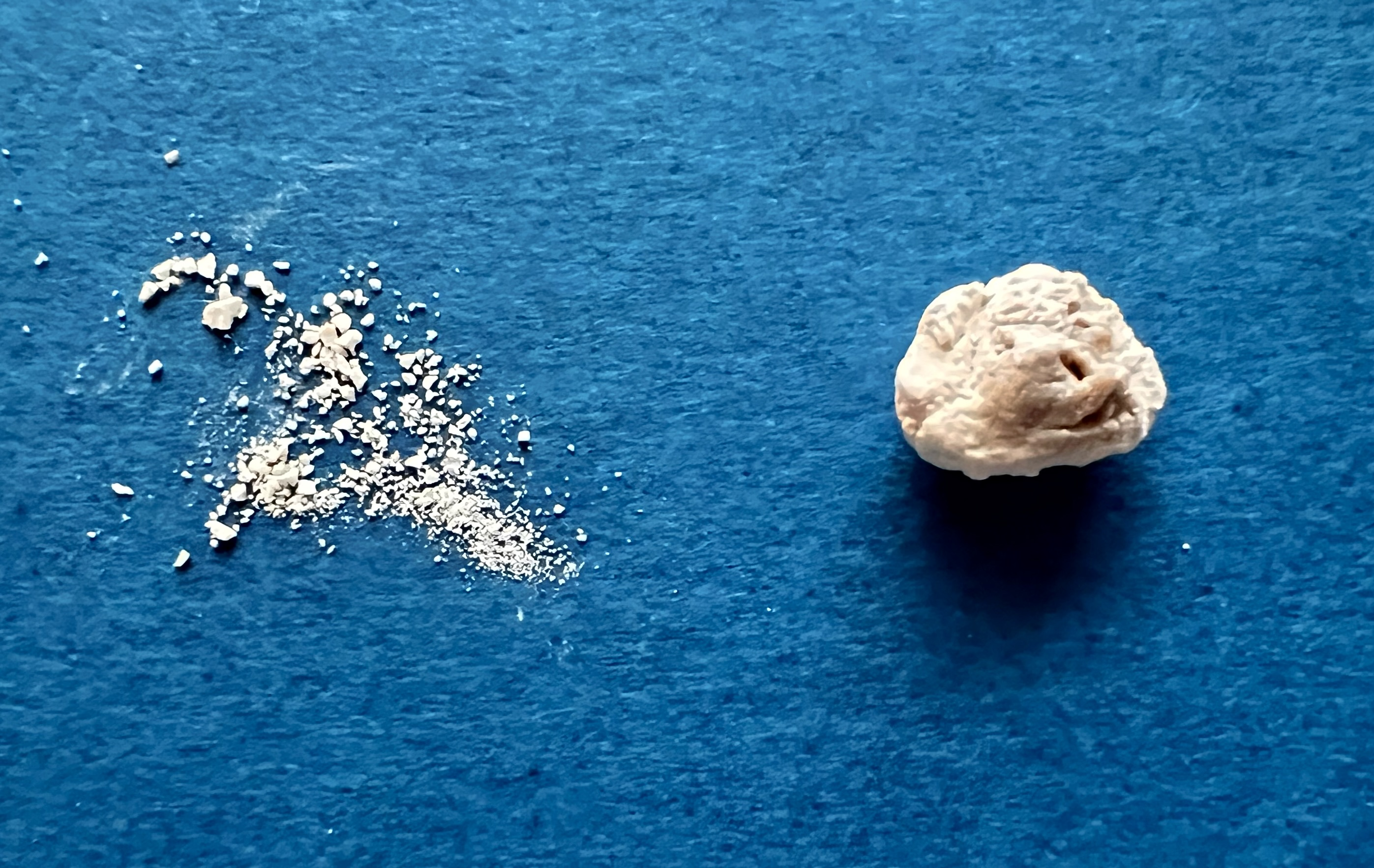
Entfernte Kalkablagerungen

Die konservative Behandlung umfasst Schonung und Physiotherapie, was aber leider selten zu einer Verbesserung führt. Neuere Behandlungsmethoden wie Thrombozytenreiches Plasma, Eigenbluttherapie und Stoßwellentherapie sind vereinzelt erfolgreich angewendet worden, aber die Studienlage zur Behandlung der Supraspinatus-Tendinopathie ist ungenügend und entspricht nicht den Anforderungen an eine evidenzbasierte Medizin.
Chirurgisch können Kalkablagerungen entfernt werden, Einschnitte in die Sehne vorgenommen oder bei Einklemmungen die Sehne teilentfernt werden. Aber auch hier sind die Ergebnisse nicht immer befriedigend.